# Warcraft
Warcraft (engl. für Kriegshandwerk) ist ein Franchise aus Computerspielen und anderen Medienformaten, das seit 1994 vom US-amerikanischen Unternehmen Blizzard Entertainment kreiert wird und das Unternehmen zu einem der bekanntesten, größten und erfolgreichsten Spieleentwicklungsstudios machte.
Die Computerspielreihe besteht aus Warcraft: Orcs & Humans (1994), Warcraft II: Tides of Darkness (1995), Warcraft III: Reign of Chaos (2002), World of Warcraft (2004) und Hearthstone: Heroes of Warcraft (2014). Während die ersten Ableger Echtzeit-Strategiespiele waren, betrat das Franchise ab 2004 mit World of Warcraft das MMORPG-Genre und 2014 mit Hearthstone: Heroes of Warcraft das Online-Sammelkartenspiel-Genre. Für die Spiele wurden zahlreiche Erweiterungen veröffentlicht. Parallel zu den Computerspielen werden Bücher veröffentlicht, die einzelne Abschnitte des Warcraft-Universums beleuchten und Ereignisse, Helden und Zusammenhänge aus der Warcraft-Spielreihe erklären. Daneben werden Comics, Artbooks, Kurzgeschichten, Poster und vielfältige Merchandisingartikel veröffentlicht. Auch ein Warcraft-Sammelkartenspiel wurde bis 2013 hergestellt und ein auf dem Warcraft-Franchise basierter Film, Warcraft: The Beginning, erschien am 26. Mai 2016 in den deutschen Kinos.

## Computerspielübersicht
|                           | Warcraft: Orcs & Humans        | Warcraft II: Tides of Darkness | Warcraft III: Reign of Chaos                                  | World of Warcraft | Hearthstone: Heroes of Warcraft | Warcraft Rumble         | Warcraft Adventures: Lord of the Clans |
| ------------------------- | ------------------------------ | --- | ------------------------------------------------------------- | --- | --- | ----------------------- | -------------------------------------- |
| Jahr der Veröffentlichung | 1994                           | 1995 | 2002                                                          | 2004 | 2014 | 2023                    | nicht veröffentlicht                   |
| Plattformen               | Mac OS, MS-DOS                 | Mac OS, MS-DOS, Sega Saturn, PS, Windows | Windows, Mac OS                                               | Windows, Mac OS | Windows, Mac OS, iOS, Android | Android, iOS, Windows   | Windows                                |
| Genre                     | Echtzeit-Strategiespiel        | Echtzeit-Strategiespiel | Echtzeit-Strategiespiel                                       | MMORPG | Online-Sammelkartenspiel | Echtzeit-Strategiespiel | Point-and-Click-Adventure              |
| Erweiterung(en)           |                                | Beyond the Dark Portal (1996) More War: The Return of the Horde (1996) W!Zone (1996) W!Zone II: Retribution (1996) Total War (1996) The Next 70 Levels Vol. 1 (1997) The Next 350 Levels Vol. 2 (1997) | Warhazard: Return of Darkness (2002) The Frozen Throne (2003) | The Burning Crusade (2007) Wrath of the Lich King (2008) Cataclysm (2010) Mists of Pandaria (2012) Warlords of Draenor (2014) Legion (2016) Battle for Azeroth (2018) Shadowlands (2020) Dragonflight (2022) The War Within (2024) Midnight (2026) The Last Titan (2026) | Fluch von Naxxramas (2014) Goblins gegen Gnome (2015) Der chwarzfels (2015) Das Große Turnier (2015) Die Forscherliga (2015) Das Flüstern der alten Götter (2016) Eine Nacht in Karazhan (2016) Die Straßen von Gadgetzan (2016) Reise nach Un'Goro (2017) Ritter des Frostthrons (2017) Kobolde und Katakomben (2017) Der Hexenwald (2018) Dr. Bumms Geheimlabor (2018) Rastakhans Rambazamba (2018) Verschwörung der Schatten (2019) Retter von Uldum (2019) Erbe der Drachen (2019) Ruinen der Scherbenwelt (2019) |                         |                                        |
| Spielesammlung            | Remastered Battle Chest (2024) | Battle Chest (1996) The Dark Saga (1997) Blizzard's Game of the Year Collection (1998) Battle.net Edition (1999) Remastered Battle Chest (2024)                                                        | Remastered Battle Chest (2024)                                | Battlechest (2003) | Battle Chest (2007) |                         |                                        |
| Remastered und Remakes    | I: Remastered (2024)           | II: Remastered (2024) | III: Reforged (2020)                                          | Classic (2019) The Burning Crusade Classic (2021) Wrath of the Lich King Classic (2022) Cataclysm Classic (2024) Mists of Pandaria Classic (2025) | |                         |                                        |

## Verfilmung
Blizzard produzierte in Zusammenarbeit mit den beiden Filmstudios Legendary Pictures und Universal Pictures Warcraft: The Beginning. Bei dem Film handelt es sich um die erste Realverfilmung eines Blizzard-Spiels. Diese erzählt mit einigen Freiheiten die Geschehnisse aus dem allerersten Warcraft-Echtzeit-Strategiespiel Warcraft: Orcs & Humans von 1994 und basiert zudem auf Teilen des Buches World of Warcraft – Der Aufstieg der Horde.
Der Film kam am 26. Mai 2016 in 2D, 3D und IMAX 3D in die deutschen Kinos.

## Buchveröffentlichungen in Lizenz

### Romane
Warcraft-Romane
- 2001: Der Tag des Drachen von Richard A. Knaak, Panini Verlag
- 2001: Der Lord der Clans von Christie Golden, Panini Verlag
- 2001: Der letzte Wächter von Jeff Grubb, Panini Verlag
- 2004: Krieg der Ahnen, Band 1: Die Quelle der Ewigkeit von Richard A. Knaak, Panini Verlag
- 2004: Krieg der Ahnen, Band 2: Die Dämonenseele von Richard A. Knaak, Panini Verlag
- 2005: Krieg der Ahnen, Band 3: Das Erwachen von Richard A. Knaak, Panini Verlag
- 2006: Von Blut und Ehre von Chris Metzen, Panini Verlag

World-of-Warcraft-Romane
- 2006: Teufelskreis von Keith DeCandido, Panini Verlag
- 2006: Der Aufstieg der Horde von Christie Golden, Panini Verlag
- 2007: Im Strom der Dunkelheit von Aaron S. Rosenberg, Panini Verlag
- 2008: Jenseits des Dunklen Portals von Aaron S. Rosenberg und Christie Golden, Panini Verlag
- 2008: Die Nacht des Drachen von Richard A. Knaak, Panini Verlag
- 2009: Arthas: Aufstieg des Lichkönigs von Christie Golden, Panini Verlag
- 2010: Sturmgrimm von Richard A. Knaak, Panini Verlag
- 2010: Weltenbeben: Die Vorgeschichte zu Cataclysm von Christie Golden, Panini Verlag
- 2011: Thrall: Drachendämmerung von Christie Golden, Panini Verlag
- 2011: Wolfsherz von Richard A. Knaak, Panini Verlag
- 2012: Jaina Prachtmeer: Gezeiten des Krieges von Christie Golden, Panini Verlag
- 2013: Der Untergang der Aspekte von Richard A. Knaak, Panini Verlag
- 2013: Vol'jin: Schatten der Horde von Michael A. Stackpole, Panini Verlag
- 2013: World of Warcraft. Legenden, Panini Verlag
- 2014: Kriegsverbrechen von Christie Golden, Panini Verlag
- 2016: World of Warcraft: Illidan von William King, Panini Verlag
- 2016: World of Warcraft: Chroniken Band 1 von Chris Metzen, Matt Burns und Robert Brooks, Panini Verlag
- 2017: World of Warcraft: Chroniken Band 2 von Chris Metzen, Matt Burns und Robert Brooks, Panini Verlag
- 2017: World of Warcraft: Traveler von Greg Weisman, Samwise Didier, Andreas Kasprzak, FISCHER Kinder- und Jugendtaschenbuch
- 2018: World of Warcraft: Chroniken Band 3 von Chris Metzen, Matt Burns und Robert Brooks, Panini Verlag
- 2018: World of Warcraft: Traveler. Die Goblin-Stadt von Greg Weisman, Aquatic Moon, Andreas Kasprzak, FISCHER Kinder- und Jugendtaschenbuch
- 2018: Vor dem Sturm von Christie Golden, Panini Verlag
- 2020: Aufstieg der Schatten von Madeleine Roux, Panini Verlag
- 2020: World of Warcraft: Traveler. Das leuchtende Schwert von Madeleine Roux, Brandon Dorman, Andreas Kasprzak, FISCHER Kinder- und Jugendtaschenbuch
- 2022: Sylvanas von Christie Golden, Panini Verlag